# Querido Evan Hansen
Querido Evan Hansen (título original: Dear Evan Hansen) es una película musical dramática estadounidense dirigida por Stephen Chbosky y adaptada a la pantalla por Steven Levenson del guion del musical Dear Evan Hansen. Está producida por Universal Pictures, y protagonizada por Ben Platt, quien repite su papel del musical. El reparto de la película también incluye a Kaitlyn Dever, Amandla Stenberg, Nik Dodani, Colton Ryan, Danny Pino, Julianne Moore y Amy Adams. Se estrenó en cines el 24 de septiembre de 2021.

## Argumento
Evan Hansen, de diecisiete años, sufre de ansiedad social. Su terapeuta le recomienda que se escriba cartas a sí mismo detallando por qué «hoy será un día bueno». Después de caerse de un árbol y romperse el brazo, su madre, Heidi, sugiere que le pida a la gente que firme su yeso para intentar hacer amigos. En la escuela, Evan se escribe su carta a sí mismo, preguntándose si alguien se daría cuenta de su desaparición.
El compañero de clase de Evan, Connor Murphy, se ofrece a firmar su yeso, ocupando mucho espacio. Encuentra la carta de Evan y se pone furioso ante la mención de su hermana, Zoe. Creyendo que Evan escribió la carta para provocarlo, sale furioso con la carta en la mano. Tres días después, llaman a Evan a la oficina del director y los padres de Connor le dicen que Connor se suicidó. A pesar de los intentos de Evan de decir la verdad, los dos malinterpretan la carta que Connor robó como una nota de suicidio dirigida a Evan, con el nombre de Connor en su brazo solidificando su creencia.
Evan es invitado a la casa de los Murphy. Bajo la presión de Cynthia, se inventa una amistad entre los dos, fabricando una historia sobre la rotura de su brazo mientras estaba con Connor en un huerto que visitaron los Murphy. Evan recluta a su amigo de la familia, Jared, para que fabrique correos electrónicos retroactivos entre él y Connor para confirmar su historia («Sinceramente, yo»). Zoe se pregunta por qué Connor incluyó su nombre en su nota de suicidio debido a experiencias pasadas. Evan, aún incapaz de decir la verdad, le cuenta todas las razones por las que la ama bajo el disfraz de Connor.
Otra compañera de clase, Alana Beck, que tiene problemas de salud mental similares a los de Evan, propone «El Proyecto Connor», un grupo de estudiantes dedicado a mantener viva la memoria de Connor, con una próxima asamblea como inicio. En la asamblea, Evan da un discurso sobre su soledad y amistad con Connor, volviendo a contar la historia del huerto. Un video del discurso se vuelve viral, y las palabras de Evan se utilizan como esperanza para las personas que padecen enfermedades mentales. Zoe está abrumada por la recepción positiva y agradece a Evan por ayudar a su familia.
Evan y Alana lanzan una campaña de  micromecenazgo colectivo a través de El Proyecto Connor para reabrir el huerto. Evan comienza a descuidar a su madre, al proyecto, y su terapia a favor de pasar tiempo con los Murphy. Cuando Zoe llega a la casa de Evan una noche, confiesa sus sentimientos por él y los dos entablan un romance. Mientras tanto, Heidi aparece en la cena de los Murphy, durante la cual Cynthia y Larry se ofrecen a darle los fondos para la universidad de Connor a Evan. Heidi se niega, rechazando la caridad de los Murphy.
Cuando Alana comienza a dudar de la amistad de Evan con Connor, Evan le envía por correo electrónico su carta de terapia, diciendo que era la nota de suicidio de Connor. Alana publica la carta en sus redes sociales para que el Proyecto Connor alcance su objetivo de financiación. Los comentaristas en línea cuestionan por qué Connor le escribió una nota de suicidio a Evan pero no a su familia, acusando a los Murphy de maltratarlo. Debido a la reacción violenta, Alana elimina la carta de las redes sociales. Durante una discusión entre Cynthia y Larry, Evan se sincera. Devastados, los Murphy deciden mantener la verdad oculta por respeto a la memoria de Connor, y Zoe y Evan se separan. Evan le admite a su madre que su caída del árbol fue un intento de suicidio. Heidi se disculpa por no ver lo profundamente que estaba herido Evan y por discutir cómo su padre ausente lo marcó.
Queriendo asumir la responsabilidad, Evan sube un video confesando la verdad. Solo de nuevo, lee una lista de los libros favoritos de Connor y se pone en contacto con quienes realmente lo conocieron. Recibe un video de Connor tocando música mientras está en rehabilitación, y se lo pasa a los Murphy, Alana y Jared. Evan se encuentra con Zoe en el huerto reabierto dedicado a la memoria de Connor. Se reconcilian, con Zoe diciéndole a Evan que quería que él viera el huerto, el único lugar que amaba a Connor. Evan se escribe una carta, prometiendo no esconderse ni mentir y animarse a seguir adelante en la vida.

## Reparto
| Actor de doblaje latino                                  | Actor            | Personaje      |
| -------------------------------------------------------- | ---------------- | -------------- |
| Emilio Treviño                                           | Ben Platt        | Evan Hansen    |
| Leslie Gil                                               | Kaitlyn Dever    | Zoe Murphy     |
| Denisse Aragón                                           | Amandla Stenberg | Alana Beck     |
| Diego Becerril                                           | Nik Dodani       | Jared Kleinman |
| Nando Fortanell                                          | Colton Ryan      | Connor Murphy  |
| Arturo Mercado Jr.                                       | Danny Pino       | Larry Murphy   |
| Romina Marroquín Payró                                   | Amy Adams        | Cynthia Murphy |
| Irasema Terrazas (diálogos) Alma Delia Pérez (canciones) | Julianne Moore   | Heidi Hansen   |

## Producción

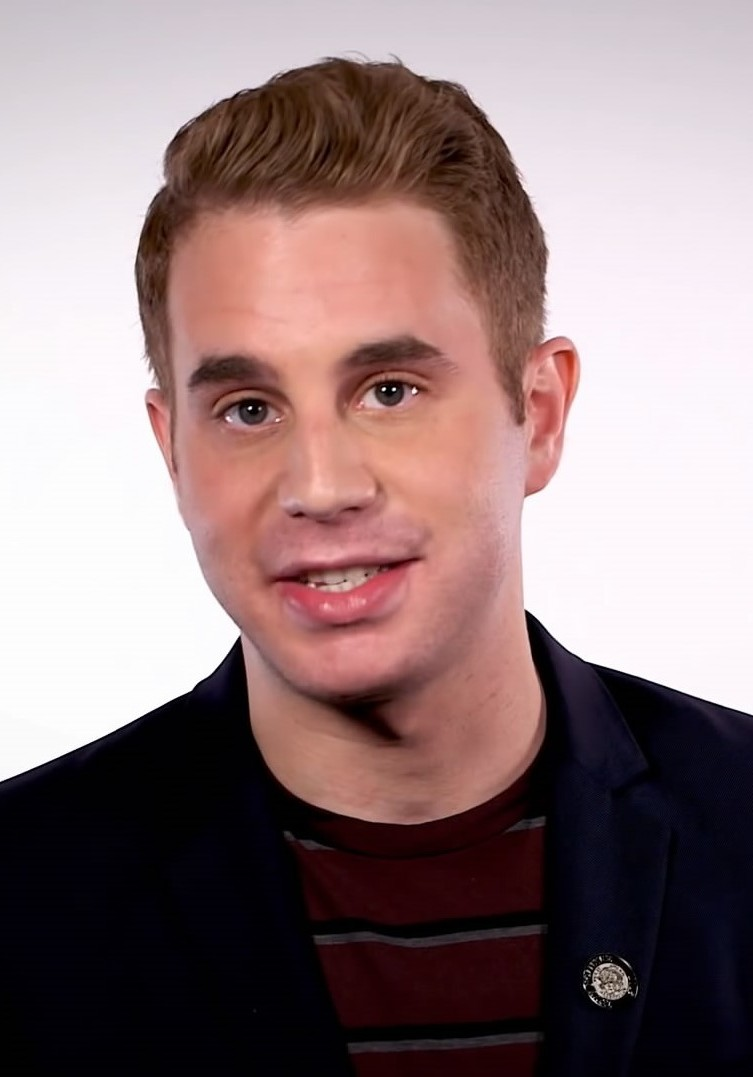
Ben Platt, actor de teatro estadounidense, ganador del 71.º premio Tony.

### Desarrollo
Universal Pictures compró los derechos cinematográficos del musical en noviembre de 2018, contratando a Stephen Chbosky como director, y el escritor del musical Steven Levenson también se puso a escribir el guion de la película. Marc Platt y Adam Siegel actuarían como productores, mientras que los compositores Benj Pasek y Justin Paul del programa actuarían como productores ejecutivos junto a Levenson y Michael Bederman.

### Preproducción
En junio de 2020, se esperaba que Ben Platt, quien interpretó originalmente el papel de Evan Hansen en el musical, repitiera su papel para la película, y Kaitlyn Dever entró en negociaciones para interpretar también a Zoe Murphy. El 18 de junio de 2020, Platt dijo que tenía la intención de repetir el papel a menos que la pandemia de COVID-19 se lo impidiese. Stephen Chbosky explicó que el objetivo principal de la película era capturar e inmortalizar la actuación de Platt, afirmando que su comprensión del personaje era bastante completa y profunda y que «no podía imaginarme a nadie más interpretándolo».
En agosto de 2020, Kaitlyn Dever fue elegida oficialmente como Zoe Murphy y Amandla Stenberg se unió al elenco como Alana Beck. Ese mismo mes, Nik Dodani y Colton Ryan se unieron al elenco de la película como Jared Kleinman y Connor Murphy, respectivamente, el último de los cuales repitió el papel que interpretó como suplente en Broadway. Al final de ese mes se informó que Amy Adams y Danny Pino se iban a unir al elenco interpretando a Cynthia y Larry Murphy respectivamente.

### Filmación
El 25 de agosto de 2020, Ben Platt confirmó que había comenzado el rodaje de la película. La filmación del elenco principal se rodó en Los Ángeles y Atlanta, y se esperaba que se llevara a cabo entre septiembre y noviembre.  El 15 de diciembre de 2020, la presidenta de Universal Filmed Entertainment Group, Donna Langley, confirmó que la película terminaría la producción ese mes.

## Banda sonora
En agosto de 2020, se confirmó que Amandla Stenberg colaboraría con la escritura de una nueva canción para su personaje. El 18 de mayo de 2021, se lanzó el sitio web oficial de la película y se confirmó que se incluirían las canciones «You Will Be Found», «Waving Through a Window», «For Forever» y «Words Fail». El mismo día, Ben Platt declaró en una entrevista con Vanity Fair que «todos los ritmos principales y todas las canciones favoritas están intactas» en la película con respecto al musical.

## Lanzamiento
El primer avance de la película se lanzó el 18 de mayo de 2021. Se estrenó en cines el 24 de septiembre de 2021.

## Recepción

### Crítica
Querido Evan Hansen recibió reseñas generalmente negativas de parte de la crítica y mixtas de la audiencia. En el sitio web agregador de reseñas Rotten Tomatoes, la película posee una aprobación de 30 %, basada en 264 reseñas, con una calificación de 4.7/10 y con un consenso crítico que dice: «Querido Evan Hansen hace un buen trabajo al capturar la emoción de su material de origen, pero se ve socavado por un elenco cuestionable y una historia que es difícil de tragar». De parte de la audiencia tiene una aprobación de 80%, basada en más de 1000 votos, con una calificación de 4/5.
El sitio web Metacritic le dio a la película una puntuación de 39 de 100, basada en 48 reseñas, indicando «reseñas generalmente desfavorables». Las audiencias encuestadas por CinemaScore le otorgaron a la película una «A-» en una escala de A+ a F, mientras que en el sitio IMDb los usuarios le asignaron una calificación de 6.1/10, sobre la base de 10 041 votos. En la página web FilmAffinity la cinta tiene una calificación de 5.5/10, basada en 254 votos.

### Premios y nominaciones
| Otorgar                                | Fecha                   | Categoría                                                                        | Nominados | Resultado | Ref.   |
| -------------------------------------- | ----------------------- | -------------------------------------------------------------------------------- | --- | --------- | ------ |
| Hollywood Music in Media Awards        | 17 de noviembre de 2021 | Mejor álbum de banda sonora                                                      | Querido Evan Hansen | Nominada  | [ 24 ] |
| Hollywood Music in Media Awards        | 17 de noviembre de 2021 | Mejor canción original - Interpretación en pantalla                              | Amandla Stenberg - "The Anonymous One" | Nominada  | [ 24 ] |
| Alianza de Mujeres Periodistas de Cine | Enero de 2022           | She Deserves a New Agent Award                                                   | Amy Adams | Nominada  | [ 25 ] |
| Premios Grammy                         | 3 de abril de 2022      | Mejor recopilación de banda sonora para película, televisión u otro medio visual | Varios artistas | Pendiente | [ 26 ] |
| Premios Golden Raspberry               | 26 de marzo de 2022     | Peor director                                                                    | Stephen Chbosky | Pendiente | [ 27 ] |
| Premios Golden Raspberry               | 26 de marzo de 2022     | Peor actor                                                                       | Ben Platt | Pendiente | [ 27 ] |
| Premios Golden Raspberry               | 26 de marzo de 2022     | Peor actriz de reparto                                                           | Amy Adams | Pendiente | [ 27 ] |
| Premios Golden Raspberry               | 26 de marzo de 2022     | Peor pareja                                                                      | Ben Platt y cualquier otro personaje que actúe como si Platt cantando 24 horas al día, 7 días a la semana fuera normal. (es un musical, obvio que cantan) | Pendiente | [ 27 ] |